# مجموعة الجاهزية العائلية

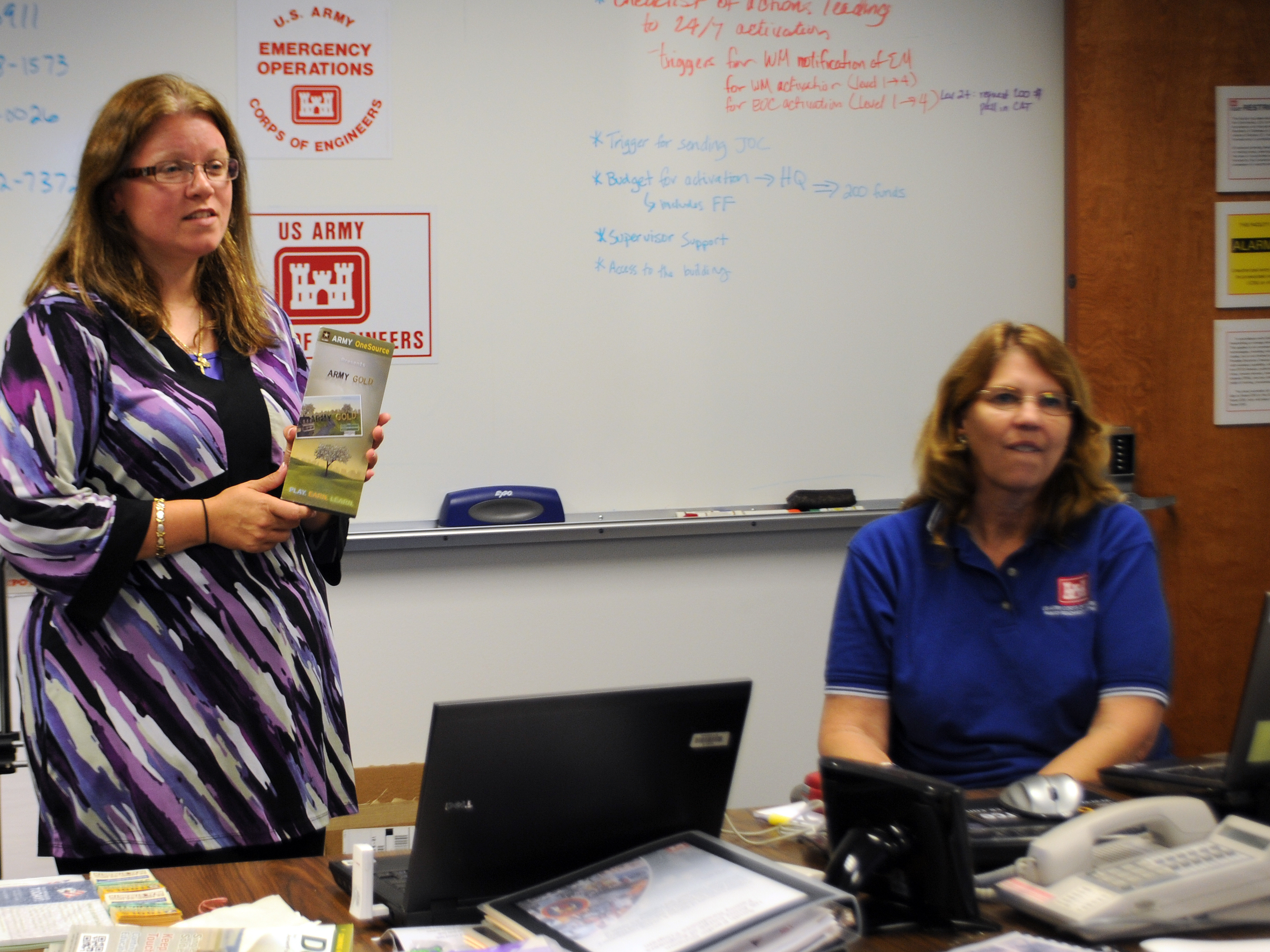
قسم جنوب المحيط الهادئ يعقد ورشة عمل إقليمية لمجموعة الجاهزية العائلية

ضمن جيش الولايات المتحدة، واحتياطي جيش الولايات المتحدة، ومجتمعات الحرس الوطني التابعة للجيش، تعد مجموعة الجاهزية العائلية (FRG)  منظمة ترعاها القيادة  من أفراد الأسرة والمتطوعين والجنود والموظفين المدنيين المرتبطين ب وحدة معينة. يتم تنظيمها عادة على مستوى السرية والكتيبة، وتقع تحت مسؤولية الضابط القائد للوحدة.

## مهمة
1. تشجيع الأسر المختصة والمعرفة والمرنة.
2. بمثابة امتداد للوحدة في توفير معلومات قيادة رسمية ودقيقة.
3. تقديم الدعم المتبادل.
4. بناء الجندي والأسرة التماسك وتعزيز النظرة الإيجابية.
5. الدعوة إلى استخدام أكثر كفاءة لموارد المجتمع.
6. مساعدة العائلات في حل المشكلات على أدنى مستوى.
7. تقليل التوتر وتعزيز الجندي والاستعداد العائلي.
8. المساهمة في الرفاهية وesprit دي فيلق الوحدة.

## الأهداف
1. الحصول على الدعم الأسري الضروري أثناء عمليات النشر.
2. التحضير لعمليات النشر وإعادة النشر.
3. مساعدة الأسر على التكيف مع الحياة العسكرية والتعامل مع عمليات النشر.
4. تطوير قنوات اتصال مفتوحة وصادقة بين القيادة وأفراد الأسرة.
5. تعزيز الثقة والتماسك والالتزام والشعور بالرفاهية بين جنود الوحدة.

## روابط خارجية
- جيش الولايات المتحدة FRG الصفحة الرئيسية نسخة محفوظة 21 أغسطس 2021 على موقع واي باك مشين.
- برنامج ANG الجاهزية للأسرة
- وزارة الدفاع وصلة النشر
- يتضمن Hooah 4 Health كتيب FRG